# Natsume (entreprise)
Pour les articles homonymes, voir Natsume.
Natsume Co., Ltd. (appelée aujourd'hui Natsume-Atari) est une société de jeux vidéo japonaise fondée le 20 octobre en 1987.
Une filiale américaine, Natsume Inc, voit le jour en mai 1988 et commence à publier des jeux vidéo en 1990 à partir de son siège social à Burlingame en banlieue de San Francisco,. Elle demeure toujours dans cette ville. Elle est devenue populaire surtout grâce à la série Harvest Moon et aussi Real Fishing,.
Durant les années 90, Natsume Inc. se sépare pour devenir une compagnie indépendante et n'est plus une filiale de Natsume Co., Ltd ,. Malgré leur séparation, Natsume Inc et Natsume Co., Ltd/Natsume-Atari maintiennent des liens étroits et travaillent ensemble à l'occasion,. Elles ont entre autres collaboré pour la promotion du jeu Wild Guns Reloaded sorti en 2016 sur PlayStation 4. Le président de Natsume Inc, Hiro Maekawa, fait d'ailleurs partie du conseil d'administration de Natsume-Atari.
En 2013, Natsume Co., Ltd est rebaptisée Natsume-Atari lors d'une fusion avec la société japonaise Atari Inc. Cette dernière n'a aucun lien avec le Atari des États-Unis. De son côté, Natsume Inc. inaugure la même année sa propre filiale japonaise, Natsume Inc Japan .

## Historique
Bien que n'ayant pas d'antécédents connus dans le monde de l'arcade, c'est dans ce registre que Natsume entame sa brillante carrière sur la 8 bits de Nintendo. Avec Abadox, un shoot 'em up typé et vif dont les ingrédients rappellent fortement certains des plus grands hits des salles enfumées tels que Section Z, Hyper dyne Side arms, Salamander, R-type ou encore X multiply, Natsume ne décroche pas la palme de l'originalité mais capitalise intelligemment sur les acquis des sociétés les plus à la pointe de cette époque (Capcom, Konami, Irem) et propose ainsi un jeu très réussi pour la NES. L'année suivante, Final mission, connu aussi sous le nom de Action in New York et S.C.A.T. réitère la formule puisqu'on y retrouve à la fois les concepts de Forgotten worlds, le monde post-apocalyptique de Contra et Super Contra, et certains principes typiques des shmups de IREM. Toutefois, en visionnaire, Natsume fait une nouvelle fois mouche : son jeu soigné et très accrocheur sans équivalent dans l'ensemble de la ludothèque NES s'avère être à nouveau une très grande réussite.
Natsume Co., Ltd a aussi développé pour Taito les versions Master System des jeux Sagaia, Renegade et Special Criminal Investigation,.
Natsume Inc. publie en 2010 Lufia: Curse of the Sinistrals pour Nintendo DS, un remake du jeu Lufia II: Rise of the Sinistrals qu'elle avait jadis édité pour la Super NES,.
Natsume Inc. sort son premier jeu de la série Harvest Moon en 1997. Elle connaitra un succès avec cette série pendant les 18 prochaines années. Ces titres Harvest Moon étaient en réalité la traduction de la série japonaise Bokujo Monogatari. Or, le nouveau propriétaire de la série, Marvelous, met fin au partenariat avec Natsume en 2015. Par conséquent, Natsume lance sa propre série Harvest Moon qu'elle développe-même. 
Natsume Inc. opère une boutique sur le site eBay et a réussi à vendre en 2016 une copie originale emballée de son jeu Pocky & Rocky pour 1 691,66 $.

## Liste de jeux
| Titre                                            | Date | Plates-formes                     | Commentaire         |
| ------------------------------------------------ | ---- | --------------------------------- | ------------------- |
| Abadox: The Deadly Inner                         | 1989 | Nintendo                          | Développeur/éditeur |
| Action in New York                               | 1990 | Nintendo                          | Développeur/éditeur |
| Blue Shadow                                      | 1990 | Nintendo                          | Développeur/éditeur |
| Dragon Fighter                                   | 1990 | Nintendo                          | Développeur         |
| Spanky's quest                                   | 1991 | Nintendo                          | Développeur/éditeur |
| Shatterhand                                      | 1991 | Nintendo                          |                     |
| Chaos World                                      | 1992 | Nintendo                          |                     |
| Pocky and Rocky                                  | 1992 | Super Nintendo                    | Développeur/éditeur |
| GS Mikami: Joreishi wa Nice Body                 | 1993 | Super Nintendo                    | Développeur         |
| Ninja Warriors, The: The New Generation          | 1994 | Super Nintendo                    | Développeur         |
| Pocky and Rocky 2                                | 1994 | Super Nintendo                    | Développeur/éditeur |
| Wild Guns                                        | 1994 | Super Nintendo                    | Développeur/éditeur |
| Casper                                           | 1995 | Super Nintendo                    |                     |
| Lufia II: Rise of the Sinistrals                 | 1996 | Super Nintendo                    | Éditeur (AN)        |
| Harvest Moon                                     | 1997 | Super Nintendo                    | Éditeur (AN)        |
| Flying Dragon                                    | 1998 | Nintendo 64                       |                     |
| Harvest Moon GB                                  | 1998 | Game Boy                          | Éditeur (AN)        |
| Legend of the River King                         | 1998 | Game Boy                          |                     |
| Bust-a-Move 4                                    | 1999 | PlayStation                       |                     |
| Harvest Moon 64                                  | 1999 | Nintendo 64                       | Éditeur (AN)        |
| WWF WrestleMania 2000                            | 1999 | Game Boy Color                    |                     |
| Harvest Moon 2 GBC                               | 2000 | Game Boy Color                    | Éditeur (AN)        |
| Harvest Moon 3 GBC                               | 2000 | Game Boy Color                    | Éditeur (AN)        |
| Harvest Moon: Back to Nature                     | 2000 | PlayStation                       | Éditeur (AN)        |
| Legend of the River King 2                       | 2000 | Game Boy                          |                     |
| Reel Fishing II                                  | 2000 | PlayStation                       |                     |
| Tony Hawk's Pro Skater 2                         | 2000 | Game Boy                          |                     |
| Tony Hawk's Skateboarding                        | 2000 | Game Boy                          |                     |
| Burstrick Wake Boarding                          | 2001 | PlayStation                       |                     |
| Croc 2                                           | 2001 | Game Boy                          |                     |
| Harvest Moon: Save the Homeland                  | 2001 | PlayStation 2                     | Éditeur (AN)        |
| Shaun Palmer's Pro Snowboarder                   | 2001 | Game Boy Advance                  |                     |
| Medabots Type AX: Metabee                        | 2002 | Game Boy Advance                  |                     |
| Metropolismania                                  | 2002 | PlayStation 2                     |                     |
| Power Rangers: Wild Force                        | 2002 | Game Boy Advance                  |                     |
| Wizardry Summoner                                | 2002 | Game Boy Advance                  |                     |
| Buffy contre les vampires : La Colère de Darkhul | 2003 | Game Boy Advance                  |                     |
| Harvest Moon: A Wonderful Life                   | 2003 | GameCube, PlayStation 2           | Éditeur (AN)        |
| Harvest Moon: Friends of Mineral Town            | 2003 | Game Boy Advance                  | Éditeur (AN)        |
| Reel Fishing III                                 | 2003 | PlayStation 2                     |                     |
| CIMA: The Enemy                                  | 2004 | Game Boy Advance                  |                     |
| Legend of the River King Series                  | 2004 | Nintendo DS, PlayStation Portable |                     |
| Medabots: Infinity                               | 2004 | GameCube                          |                     |
| River King                                       | 2004 | Game Boy Advance                  |                     |
| Harvest Moon: Another Wonderful Life             | 2005 | GameCube                          | Éditeur (AN)        |
| Harvest Moon: More Friends of Mineral Town       | 2005 | Game Boy Advance                  | Éditeur (AN)        |
| Legend of the River King: Wonderful Journey      | 2005 | PlayStation 2                     |                     |
| Harvest Moon DS                                  | 2006 | Nintendo DS                       | Éditeur (AN)        |
| Harvest Moon: Magical Melody                     | 2006 | GameCube, Wii                     | Éditeur (AN)        |
| Afrika                                           | 2008 | PlayStation 3                     | Éditeur (AN)        |
| Harvest Moon DS : Ile Sereine                    | 2008 | Nintendo DS                       | Éditeur (AN)        |
| Harvest Moon DS Cute                             | 2008 | Nintendo DS                       | Éditeur (AN)        |
| Harvest Moon : Parade des animaux                | 2008 | Wii                               | Éditeur (AN)        |
| Harvest Moon DS : L'Archipel du Soleil           | 2009 | Nintendo DS                       | Éditeur (AN)        |
| Moki Moki                                        | 2009 | WiiWare                           | Éditeur (AN)        |
| Harvest Moon : L'Arbre de la Sérénité            | 2009 | Wii                               |                     |
| Harvest Fishing                                  | 2009 | Nintendo DS                       |                     |
| Princess Debut : Le Bal royal                    | 2009 | Nintendo DS                       |                     |
| Harvest Moon DS: Grand Bazaar                    | 2010 | Nintendo DS                       | Éditeur (AN)        |
| Reel Fishing Challenge                           | 2010 | WiiWare                           | Éditeur (AN)        |
| Reel Fishing Challenge 2                         | 2010 | WiiWare                           | Éditeur (AN)        |
| Reel Fishing : Angler's Dream                    | 2010 | Wii                               | Éditeur (AN)        |
| Harvest Moon : The Hero of Leaf Valley           | 2010 | PlayStation Portable              |                     |
| Harvest Moon : Les Deux Villages                 | 2011 | Nintendo DS, Nintendo 3DS         | Éditeur (AN)        |
| Sayonara Umihara Kawase                          | 2014 | Nintendo 3DS                      | Éditeur (AN)        |
| Harvest Moon : La Vallée perdue                  | 2015 | Nintendo 3DS                      | Éditeur (AN)        |
| Pocky and Rocky Reshrined                        | 2022 | Nintendo Switch, PlayStation 4    | Développeur/éditeur |